# Гриза Олексій Андріанович
Олексій Андріанович Гриза (нар. 23 березня 1907, село Степанці, тепер Канівського району Черкаської області — 10 серпня 1969, місто Київ) — український радянський партійний державний діяч. Депутат Верховної Ради УРСР 3-го і 5-6-го скликань. Депутат Верховної Ради СРСР 3-го скликання. Член ЦК КПУ в 1949—1952 рр. і в 1961—1966 рр. Кандидат в член ЦК КПУ в 1952—1954 рр. і в 1966—1969 рр. Член Організаційного бюро ЦК КПУ в 1949—1952 рр.

## Біографія
Народився у родині робітника Степанецького цукрового заводу на Черкащині. У 1926 році закінчив Бобрицьку сільськогосподарську професійну школу. У 1926—1929 роках — на роботі в Бобрицькій сільськогосподарській професійній школі; голова Степанецького бурякового кооперативного товариства.
У 1929—1930 роках — в Червоній армії. Член ВКП(б) з 1930 року.
У 1930—1941 роках — спеціаліст Мартинівського бурякокомбінату; старший агроном Степанецької машинно-тракторної станції (МТС) Київської області; головний агроном, завідувач Канівського районного земельного відділу Київської області; 2-й секретар Канівського районного комітету КП(б)У Київської області; 1-й секретар Чорнобильського районного комітету КП(б)У Київської області. У вересні — грудні 1939 року — в Червоній армії, де служив на політичній роботі під час походу в Західну Україну.
У 1941—1943 роках — в Червоній армії. З лютого 1942 служив начальником політичного відділу Мурманського дивізійного району протиповітряної оборони.
У 1943 — серпні 1946 року — завідувач сільськогосподарського відділу Київського обласного комітету КП(б) України.
У 1946—1947 роках — начальник Управління західних областей Міністерства сільського господарства Української РСР. У 1947 році — заступник уповноваженого Міністерства заготівель СРСР по Київській області.
У 1947 — лютому 1949 року — 1-й секретар Димерського районного комітету КП(б)У Київської області.
5 лютого 1949 — вересень 1952 — 1-й секретар Київського обласного комітету КП(б) України. 5 березня 1949 — 23 вересня 1952 — член Організаційного бюро ЦК КП(б) України.
У вересні 1952—1955 роках — слухач курсів перепідготовки перших секретарів обкомів при ЦК ВКП(б) у Москві; слухач Партійної школи при ЦК КП України.
У квітні 1955 — січні 1957 року — 1-й заступник міністра сільського господарства Української РСР.
З 29 січня до 17 липня 1957 року — міністр радгоспів Української РСР.
У липні 1957 — лютому 1961 року — 1-й заступник міністра сільського господарства Української РСР.
У лютому 1961 — березні 1962 року — начальник Головного управління радгоспів при РМ Української РСР.
У березні 1962 — березні 1965 року — 1-й заступник міністра виробництва і заготівель сільськогосподарських продуктів Української РСР.
У березні 1965 — 10 серпня 1969 року — 1-й заступник міністра сільського господарства Української РСР.

Могила Олексія Гризи

Помер 10 серпня 1969 року. Похований в Києві на Байковому кладовищі.

## Військові звання
- майор
- підполковник

## Нагороди
- орден Леніна (26.02.1958)
- орден Трудового Червоного Прапора
- орден Знак Пошани (23.01.1948)
- орден Червоної Зірки (3.06.1943)
- Почесна грамота Президії Верховної Ради Української РСР (22.03.1967)